# Căm xe
Căm xe hay cẩm xe có danh pháp khoa học là Xylia xylocarpa, là cây gỗ lớn, cao trên 30 m, đường kính có thể tới 1,2 m. Thân tròn thẳng, có bạnh vè lớn, lúc nhỏ cây thường cong queo. Vỏ màu nâu vàng hoặc xám đỏ. Lá kép lông chim 2 lần, có 1 đôi cuống cấp 2. Hoa nhỏ lưỡng tính, hoa tự hình cầu. Tràng hoa màu vàng, hợp gốc, cánh tràng hình dải. quả đậu hóa gỗ, hình lưỡi liềm. Khi chín tự nứt. Hệ rễ phát triển từ lúc cây còn nhỏ.
Cây phân bổ chủ yếu ở miền trung trở vào.
Gỗ cứng và chắc, ở Việt Nam được xếp vào nhóm II trong bảng phân loại gỗ được xem như gỗ lim ở phía Bắc. Có giác lõi phân biệt, giác màu trắng vàng nhạt, dày, lõi màu đỏ thẫm hơi có vân, thớ gỗ mịn, nặng, tỷ trọng 1,15 (15% nước).

## Sinh thái học
Cây sinh trưởng chậm, rụng lá về mùa khô. Cây ưa sáng, phân bố chủ yếu trong rừng kín thường xanh hoặc nửa rụng lá, đặc biệt là rất nhiều ở rừng khộp như vùng Buôn Đôn, Ea Súp của Đắk Lắk.
Do có đặc tính là bị sâu bộng và chết đứng khi đến một tuổi nào đó nên cây thường không lớn lắm, chỉ có đường kính phổ biến 50 cm trở xuống.

## Công dụng
Cho gỗ tốt, rất bền, không bị mối mọt, chịu được mưa nắng, dùng đóng đồ mộc cao cấp, đóng tàu đi biển, làm tà vẹt và trong xây dựng.

## Hình ảnh

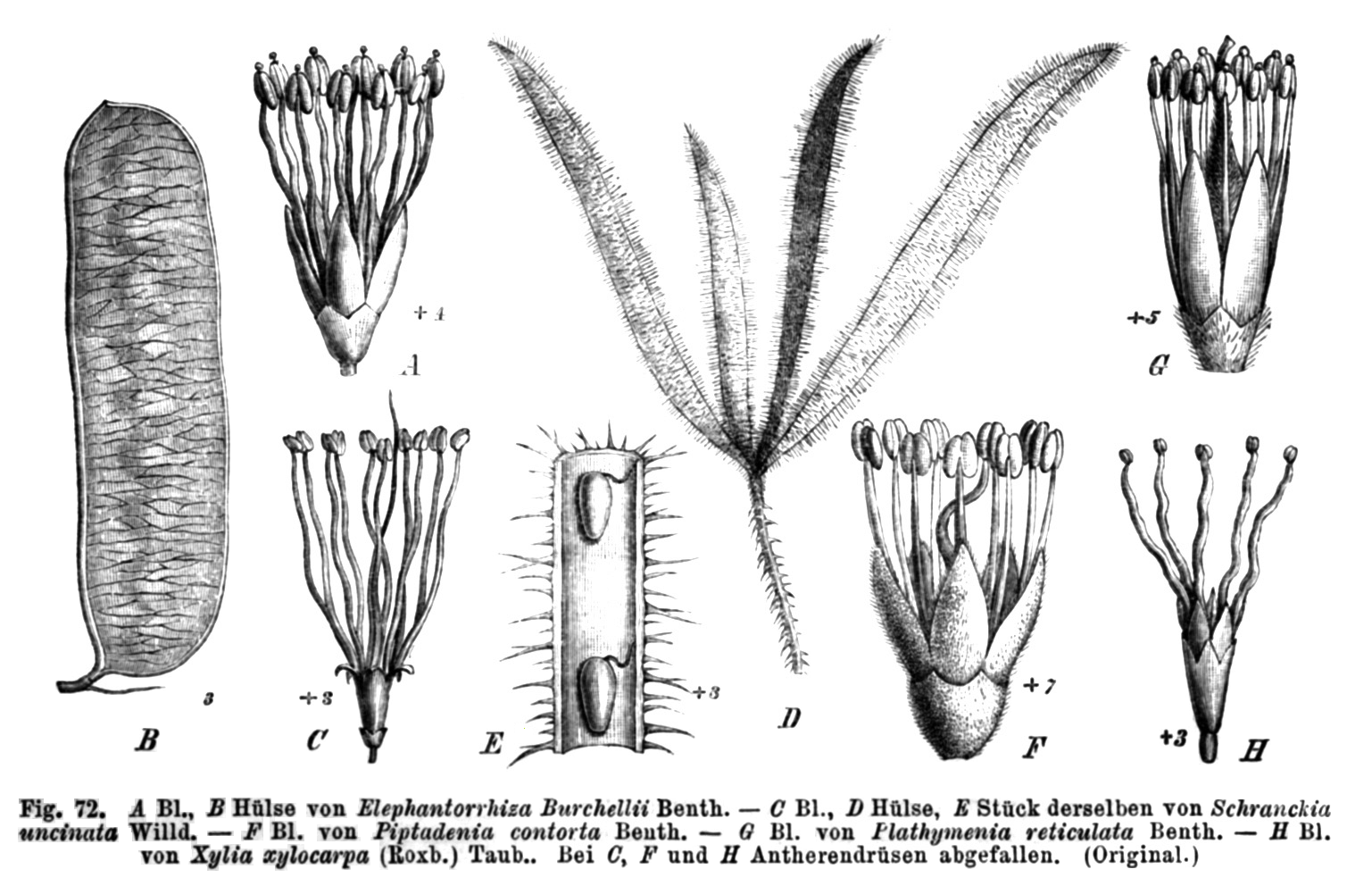
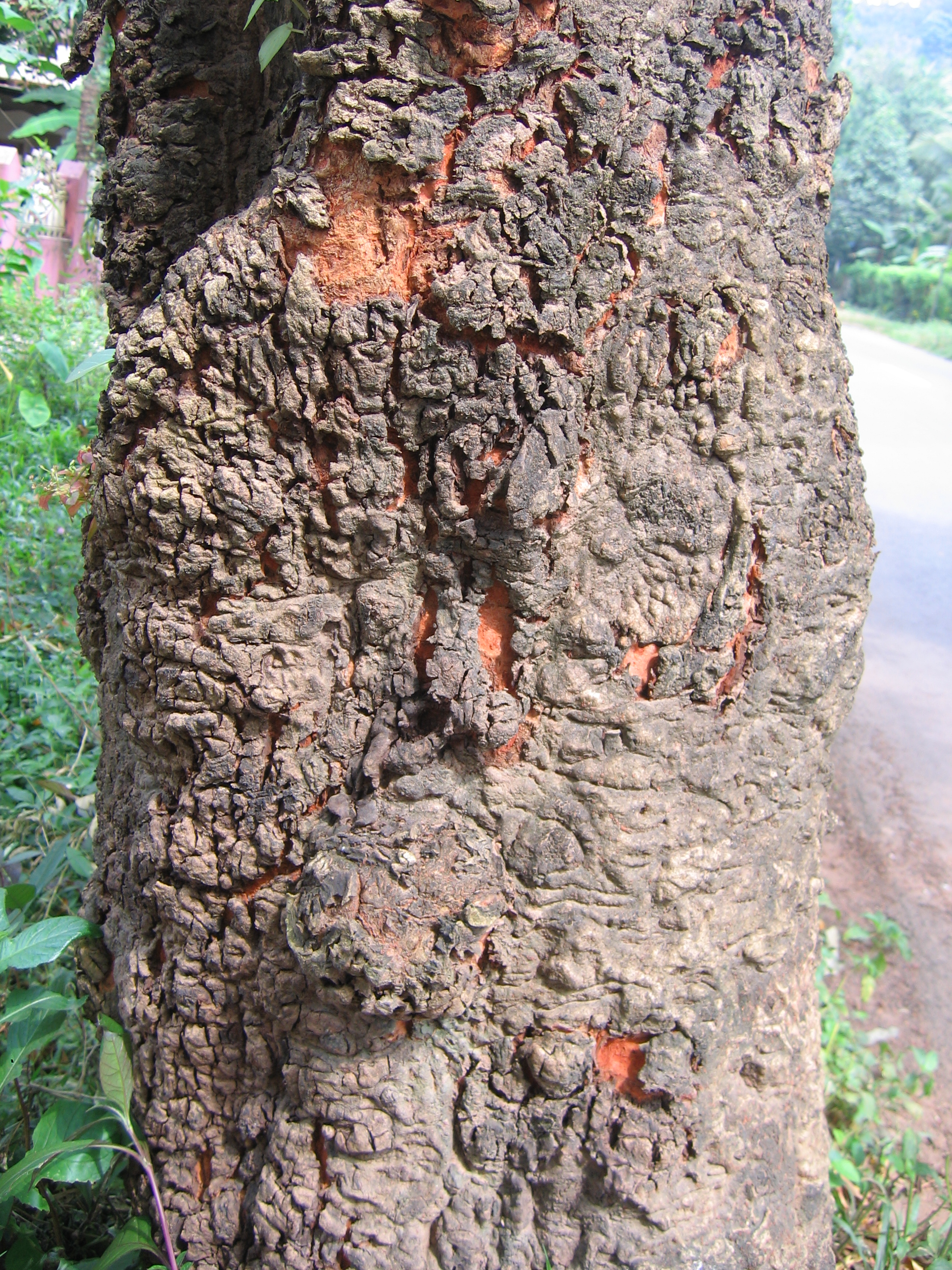
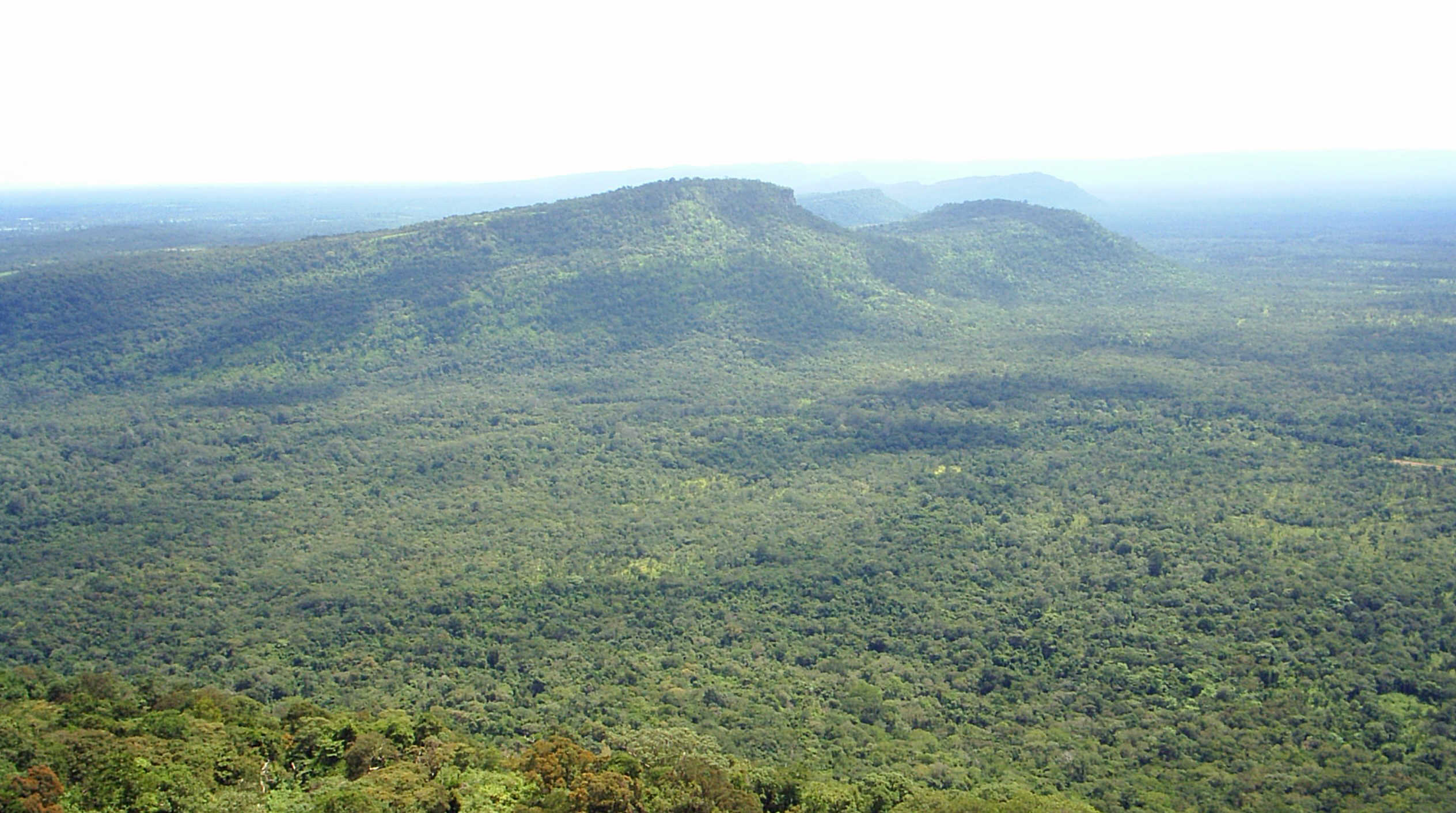
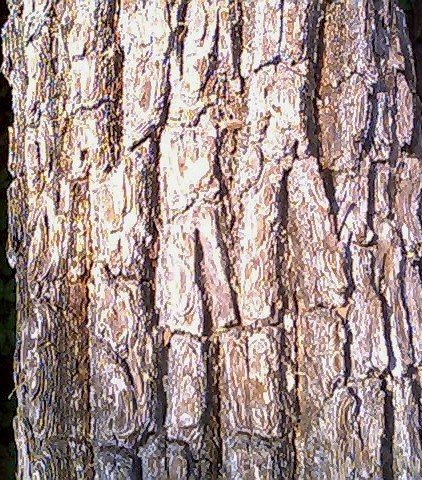